# Luding
Luding (en chino, 泸定; pinyin, Lúdìng) también conocida por su nombre tibetano Jagsam (en tibetano: ལྕགས་ཟམ, wylie: lcags zam, ZWPY: Jagsam) es un condado bajo la administración directa de la Prefectura Garze. Se ubica al oeste de la provincia de Sichuan, en el corazón geográfico de la República Popular China. Su área es de 2164 km² y su población total para 2010 superó los 80 mil habitantes,

## Administración
El condado de Luding se divide en 9 pueblos que se administran en 8 poblados y 1 villa.

## Toponimia
El topónimo chino Luding se compone de los sinogramas Lu (nombre propio) y Ding (estabilidad). 
En el año 1705 durante la dinastía Qing, el gobernador de Sichuan solicitó permiso para construir un puente de hierro sobre el río Dadu (大渡河), una vez finalizado el puente, el emperador lo llamó "Luding". "Lu" se refiere al río Dadu (el río fue mencionado como "Lu" en el memorial sobre la construcción del puente) y "Ding" indica que la zona que riega el río Dadu se ha estabilizado después que sofocó una rebelión en "Xilu" (西泸 'al occidente del [río] Lu').
Cuando se estableció el condado, se llamó con el nombre del puente, a su vez, su nombre tibetano Jagsam  'Puente de hierro' también hace referencia a la misma estructura.